# Wakunaika
Die Wakunaika (russisch Вакунайка) ist ein rechter Nebenfluss der Tschona im Nordosten der Oblast Irkutsk in Mittelsibirien.
Die Wakunaika entspringt auf dem Wiljuiplateau im Mittelsibirischen Bergland an der Grenze zwischen der Republik Sacha und der Oblast Irkutsk. Sie fließt kurz in westlicher Richtung und wendet sich dann nach Norden. Sie windet sich durch das Bergland und nimmt 20 km oberhalb ihrer Mündung in die Tschona ihren größten Nebenfluss, die Killemtine, von rechts auf. Die letzten 20 km fließt die Wakunaika entlang der Grenze zwischen der Oblast Irkutsk und der Republik Sacha. Die Wakunaika hat eine Länge von 362 km und entwässert ein Gebiet von 10.100 km².